# Jūgi Hisama
Jūgi Hisama 久間 十義, Hisama Jūgi; né le 27 novembre 1953 à Niikappu, dans la préfecture de Hokkaidō est un écrivain japonais.

## Biographie
Hisama fréquente l'école secondaire de Sapporo dans le sud de Hokkaidō. Puis il étudie la littérature française à l'université Waseda. Il fait ses débuts en 1987 avec Manē gēmu (マネーゲーム, « Jeu d'argent »), pour lequel il est lauréat du Bungeishō. Le thème en est le scandale Toyota-Shōji (豊田商事事件, Toyota shōji jiken),. Dans ce scandale, 2855 personnes, âgées pour l'essentiel, ont été victimes d'une fraude de quelque 20 milliards de ¥. Lorsque le scandale a éclaté, le PDG Kazuo Nagano a été poignardé à mort à son domicile par deux assaillants sous les yeux de 40 journalistes présents. 
Hisama passe pour un auteur « post moderne » de la littérature contemporaine. Outre le fait que cette forme de littérature contemporaine a ses racines dans les années 1980, il y a cependant peu de consensus sur ce que signifie exactement post-moderne dans le cas de la littérature japonaise.

## Prix et distinctions
- 1989 Prix Shūgorō Yamamoto pour Sei-Maria rapusodi (聖マリア・らぷそでぃ, « Sainte Maria rhapsodie »)
- 1990 Prix Mishima pour Sekimatsu Geigeiki (世紀末鯨鯢記)